# جان وستون بروک
جان وستون بروک (انگلیسی: John Weston Brooke؛ ۲ ژوئیهٔ ۱۸۸۰ – ۲۴ دسامبر ۱۹۰۸) یک افسر ارتش بریتانیا بود.
در سال ۱۹۰۲، بروک از ارتش استعفا داد و به انگلستان بازگشت.

## خانواده
او فرزند ارشد جان آرتور بروک و بلانش وستون بود.